# Mariä Himmelfahrt (Dechbetten)

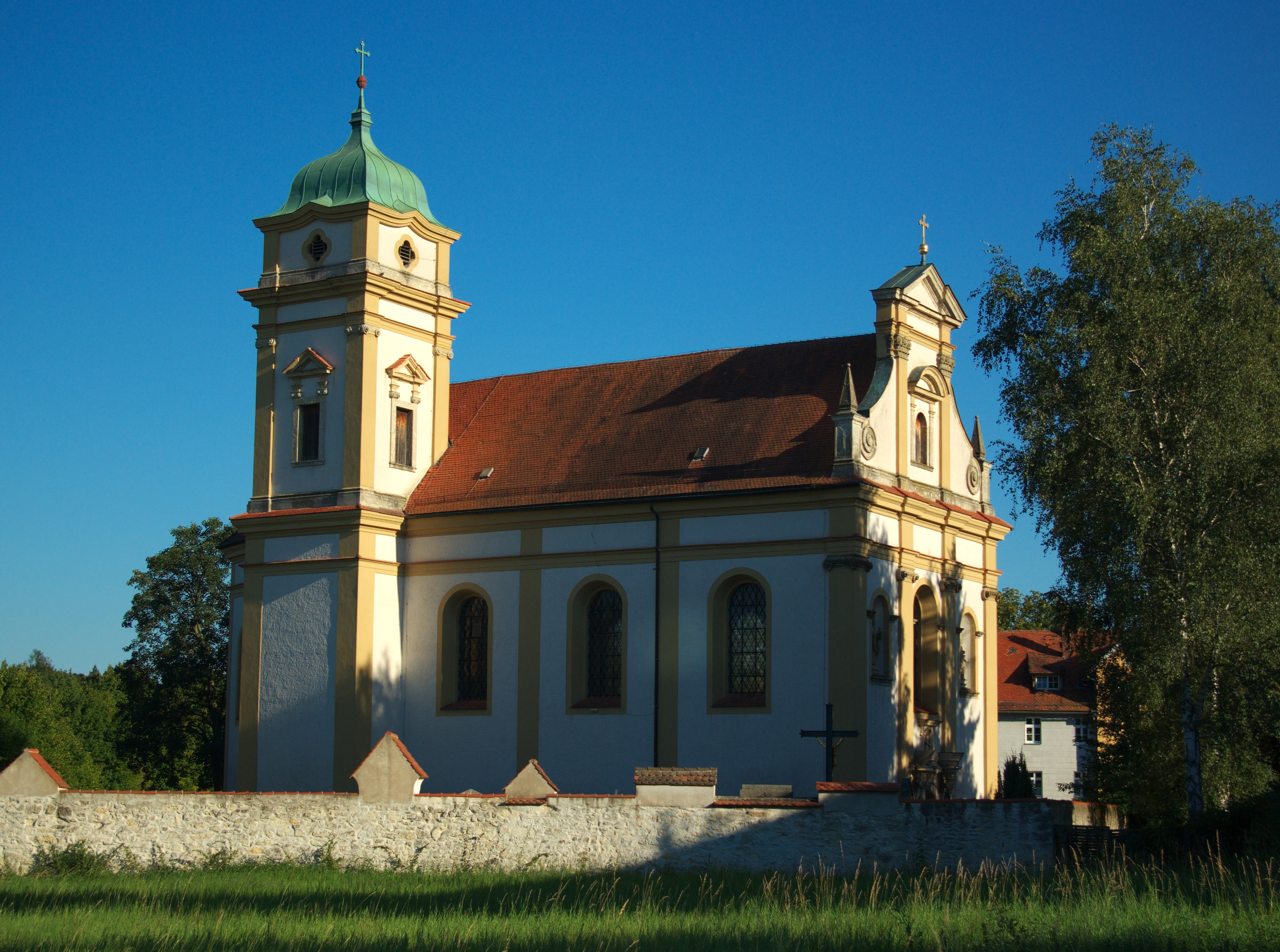
Wallfahrtskirche Mariä Himmelfahrt in Dechbetten

Die katholische Filial- und Wallfahrtskirche Mariä Himmelfahrt steht im Neyweg 2 im Stadtteil Dechbetten von Regensburg.

## Geschichte
Von 1722 bis 1725 ließ Wolfgang Mohr (1719–1725), Abt des seit 1266 für die Pfarrkirche von Dechbetten zuständigen Klosters St. Emmeram in Regensburg, den mittelalterlichen Vorgängerbau in eine neue 1726 geweihte Kirche umbauen. Bis 1817 war die Kirche Pfarrkirche eines Sprengels, zu dem u. a. Kumpfmühl, Ziegetsdorf, Graß, Hölkering, Pentling, Weichselmühle und Großprüfening gehörten. Die Wallfahrt war besonders zur Barockzeit beliebt. Am 22. Dezember 1636 besuchte sie sogar der Kaiser Ferdinand III. am Tag seiner Wahl zum deutschen König.
Die Kirche wurde im Zweiten Weltkrieg beschädigt. Die Schäden wurden zeitnah nur provisorisch beseitigt, was in den folgenden Jahren zu einer teilweisen Einsturzgefahr führte. Nach einer umfangreichen Untersuchung wurde die Kirche vorübergehend geschlossen und einer gründlichen Renovierung unterzogen. Die Kirche wurde am 21. April 1974 durch Vinzenz Guggenberger feierlich wiedereröffnet.
Zum 13. März 2024 ordnete das bischöfliche Bauamt aus Sicherheitsgründen die Schließung der Kirche an.

## Gebäude

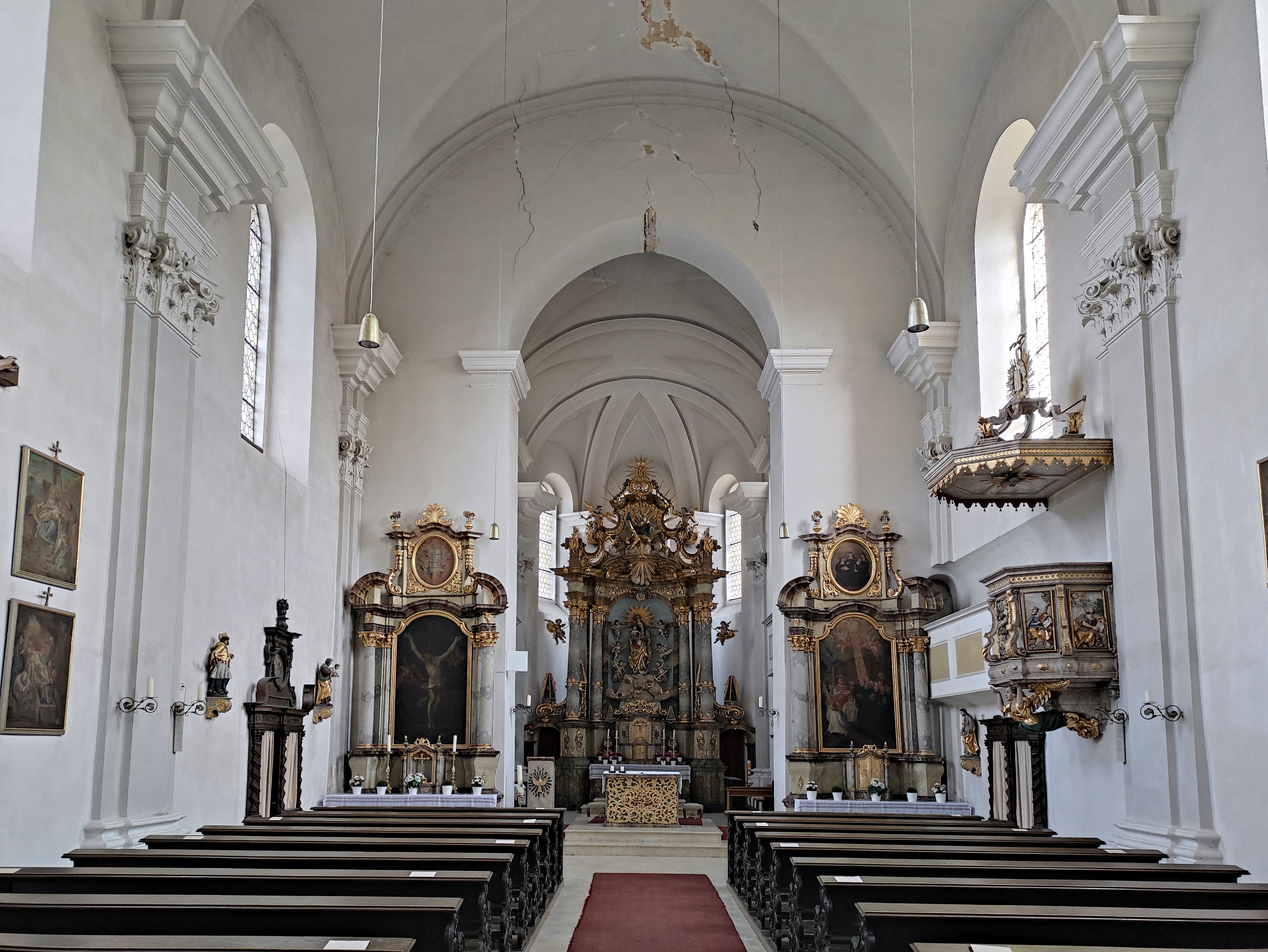
Filial- und Wallfahrtskirche Mariä Himmelfahrt: Innenraum

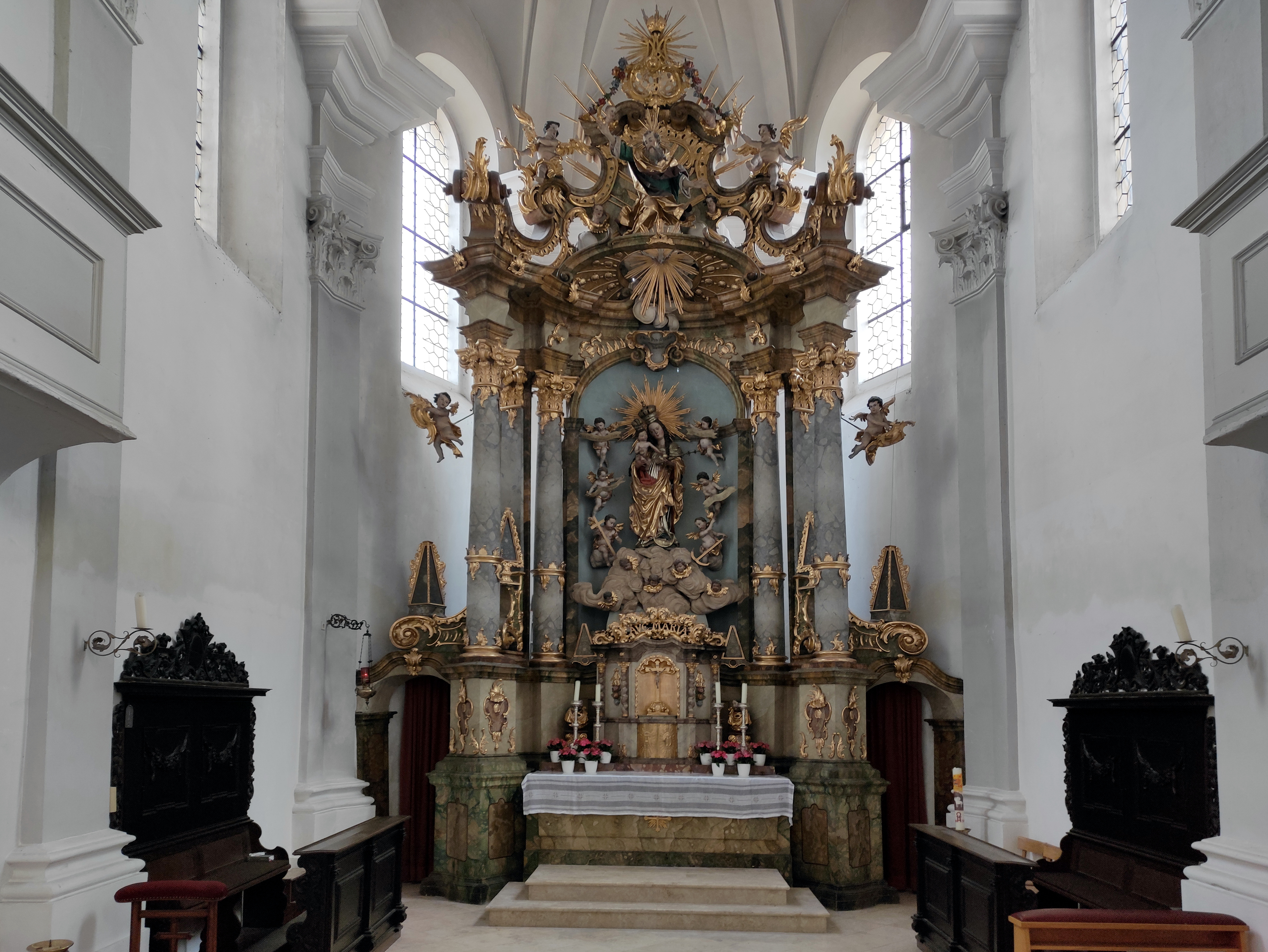
Filial- und Wallfahrtskirche Mariä Himmelfahrt: Hochaltar

Die spätbarocke im Kern mittelalterliche Kirche ist ein Saalbau mit eingezogenem Chor. Der Nordturm mit Welscher Haube weist eine Giebelfassade mit figürlichem Portal und Wandgliederungen auf. Das Obergeschoss des zweistöckigen Turmes wird von giebelverdachten Öffnungen und ionischen Pilastern an den Ecken gegliedert. Darüber folgt ein Attikageschoss mit Vierpassfenstern.
Im Inneren sind hervorzuheben der Hochaltar nach einem Entwurf des Regensburger Bildhauers Simon Sorg von 1765. Auf dem linken Seitenaltar ist die Kreuzigung Christi, auf dem rechten Seitenaltar der Tod des sterbenden hl. Benedikt dargestellt.
Die Friedhofsmauer mit Portal stammt von 1628. Hier finden sich die Epitaphien der Prüfeninger Malerfamilie Gebhard aus dem 18. Jahrhundert.
Beigesetzt sind im Friedhof:
- Johann Gebhard (1676–1756), Maler des bayerischen Barock und Rokoko.
- Otto Gebhard (1703–1773), Maler des bayerischen Rokoko.
- Michael Hoferer (1820–1894), Schmiedemeister, Bürgermeister und Bauerngutsbesitzer. Hauptverantwortlicher für den Eisenbahnanschluss von Prüfening an die bayerische Ostbahn.
- Lothar Bauer (1928–2018), Volksmusiker

## Orgel

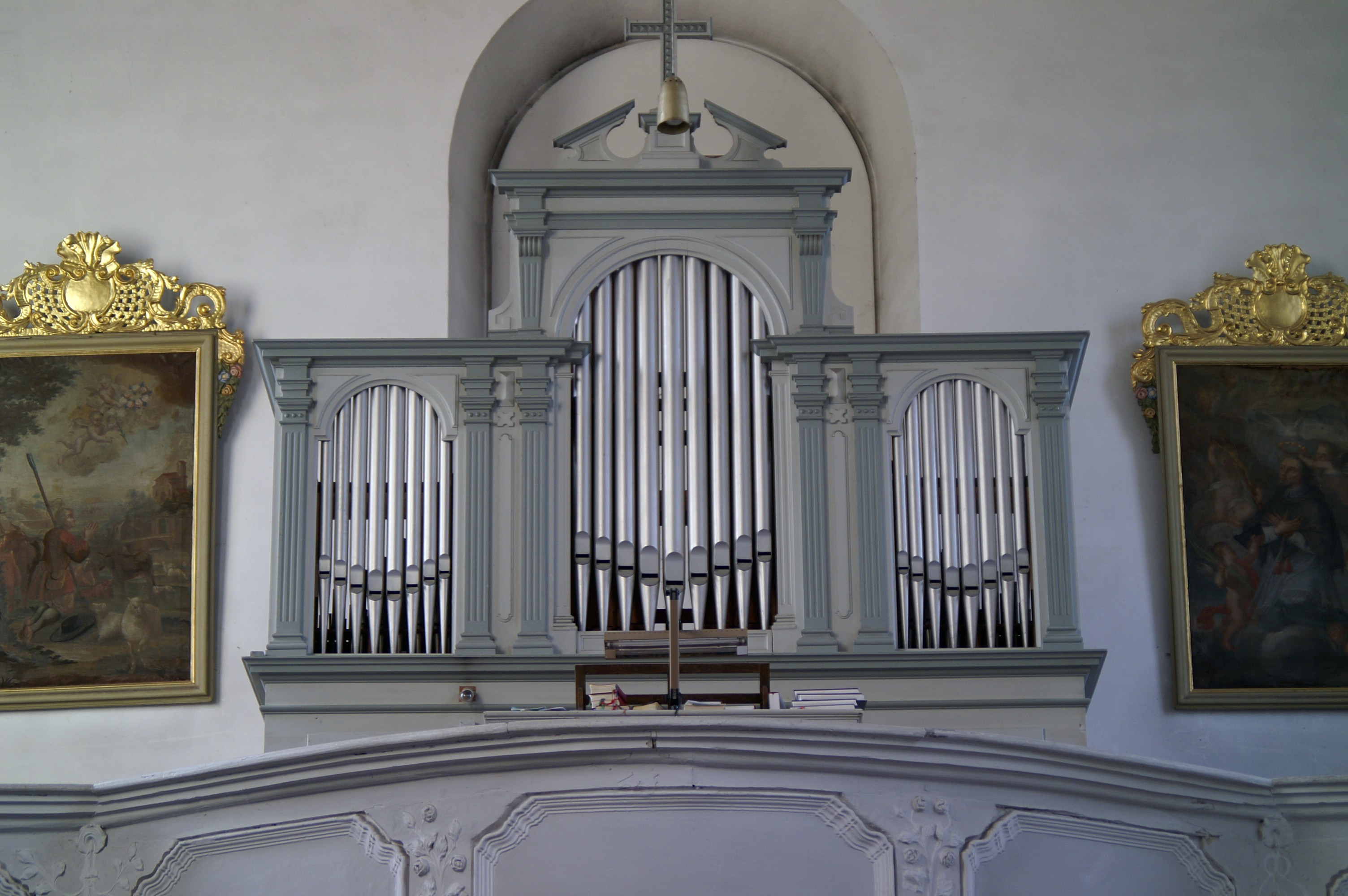
Bittner-Orgel

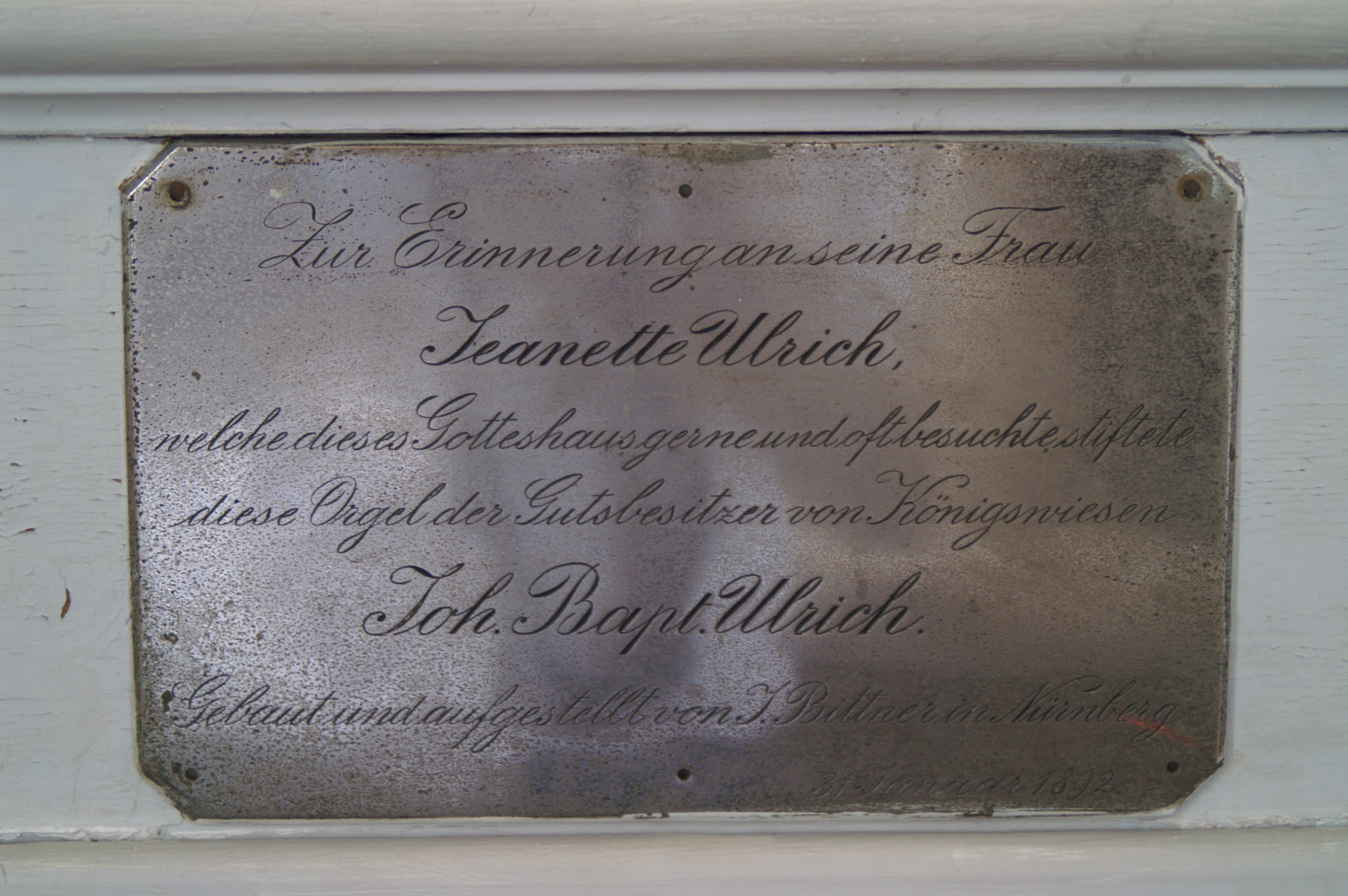
Gedenktafel an der Rückseite des Spieltisches

Die Orgel stammt aus dem Jahr 1891 ist für die Region ein selten erhaltenes Instrument: Sie hat mechanische Kegelladen und wurde als Opus 46 mit 11 Register auf zwei Manualen und Pedal von Joseph Franz Bittner aus Nürnberg erbaut.  Gestiftet hat sie der damalige Gutsbesitzer von Königswiesen Johann Baptist Ulrich, zur Erinnerung an seine Frau Jeanette. Johann Baptist Ulrich war der Pate von Max Reger. Seine Frau Jeanette, die ältere Schwester Regers Mutter war vermutlich die ausschlaggebende Person, die bei einem Besuch von Max Reger in Königswiesen maßgeblich Regers Entschluss stützte, ein Studium bei Hugo Riemann zu beginnen. Das Instrument wurde am 31. Januar 1892 eingeweiht. Die Orgel ist, bis auf den Einbau eines Orgelmotors, noch im Originalzustand erhalten. Sie hat folgende Disposition:
| I Manual C–f3 |           |       |
| 1.            | Principal | 8′    |
| 2.            | Hohlflöte | 8′    |
| 3.            | Gamba     | 8′    |
| 4.            | Gedeckt   | 8′    |
| 5.            | Octav     | 4′    |
| 6.            | Hohlflöte | 4′    |
| 7.            | Mixtur    | 2 ⁄3′ |

| II Manual C–f3 |                  |    |
| 8.             | Lieblich Gedeckt | 8′ |
| 9.             | Dolce            | 8′ |
| 10.            | Flauto Traverso  | 8′ |

| Pedal C–d1 |             |     |
| 11.        | Subbass     | 16′ |
| 12.        | Violoncello | 8′  |
|            | Vaccant     |     |

- Koppeln: II/I, I/P, II/P
- Spielhilfen: Feste Kombinationen: F, mF

Spielhilfen und Koppeln sind als fünf eiserne Tritte über dem Pedal ausgeführt.

## Glocken
Im Turm befinden sich vier Glocken aus Bronze. Glocke 1, 2 und 4 wurden im Jahr 1951 von Georg Hofweber gegossen. Die Glocke 3 ist älteren Datums. Sie erklingen in der Tonfolge g1 b1 c2 d2.